# Ministerio de Comunicación (Bolivia)
El Ministerio de Comunicación de Bolivia fue un ministerio boliviano que se encargaba de formular e implementar políticas que garanticen el ejercicio del derecho a la comunicación e información en Bolivia. Estuvo conformado por sus 2 viceministerios, el Viceministerio de Gestión Comunicacional y el Viceministerio de Políticas Comunicacionales.
El Ministerio de Comunicación de Bolivia fue creado el 15 de febrero de 2011 mediante Decreto Supremo 0793 durante el segundo gobierno del presidente Evo Morales Ayma.

## Ministros
Desde el 28 de enero de 2020, la ministra de  Comunicación es Isabel Fernández Suárez.

## Desaparición
En virtud del Decreto Supremo N.º 4257, 4 de junio de 2020, este Ministerio deja de existir.
| Ministro/a de Comunicación | Posesionado/a por el Presidente/a | Periodo como Ministro                         | Duración en el Cargo | Referencias |
| -------------------------- | --------------------------------- | --------------------------------------------- | -------------------- | ----------- |
| Iván Canelas Alurralde     | Evo Morales Ayma                  | 15 de febrero de 2011 - 23 de enero de 2012   | 11 meses y 8 días    |             |
| Amanda Dávila Torres       | Evo Morales Ayma                  | 23 de enero de 2012 - 23 de enero de 2015     | 3 años               |             |
| Marianela Paco Durán       | Evo Morales Ayma                  | 23 de enero de 2015 - 23 de enero de 2017     | 2 años               |             |
| Gisela López Rivas         | Evo Morales Ayma                  | 23 de enero de 2017 - 23 de enero de 2019     | 2 años               | [ 3 ]       |
| Manuel Canelas Jaime       | Evo Morales Ayma                  | 23 de enero de 2019 - 10 de noviembre de 2019 | 9 meses y 18 días    |             |
| Roxana Lizárraga Vera      | Jeanine Áñez Chávez               | 13 de noviembre de 2019 - 26 de enero de 2020 | 2 meses y 13 días    |             |
| Isabel Fernández Suárez    | Jeanine Áñez Chávez               | 28 de enero de 2020 - 4 de junio de 2020      | 4 meses y 7 días     |             |

### Viceministros

#### Viceministerio de Políticas Comunicacionales
| Viceministro/a de Políticas Comunicacionales | Posesionado/a por el Ministro/a | Período como Viceministro                        | Duración en el Cargo     | Referencias |
| -------------------------------------------- | ------------------------------- | ------------------------------------------------ | ------------------------ | ----------- |
| Leyla Rocío Medinaceli Monrroy               | Iván Canelas Alurralde          | 10 de marzo de 2011 - 8 de febrero de 2012       | 10 meses y 29 días       |             |
| Carla Espinoza Iturri                        | Amanda Dávila Torres            | 8 de febrero de 2012 - 4 de marzo de 2016        | 4 años y 25 días         |             |
| Paola Susana Gonzales García                 | Marianela Paco Durán            | 4 de marzo de 2016 - 10 de noviembre de 2019     | 3 años, 8 meses y 6 días |             |
| Danilo Jorge Romano Molina                   | Roxana Lizárraga Vera           | 21 de noviembre de 2019 - 3 de diciembre de 2019 | 12 días                  | [ 3 ]       |
| Martín Diaz Meave                            | Roxana Lizárraga Vera           | 6 de diciembre de 2019 - 4 de junio de 2020      | 5 meses y 29 días        |             |

#### Viceministerio de Gestión Comunicacional
| Viceministro/a de Gestión Comunicacional | Posesionado/a por el Ministro/a | Periodo como Viceministro                      | Duración en el Cargo      | Referencias |
| ---------------------------------------- | ------------------------------- | ---------------------------------------------- | ------------------------- | ----------- |
| Vicente Oscar Silva Flores               | Iván Canelas Alurralde          | 10 de marzo de 2011 - 2 de mayo de 2012        | 1 año, 1 mes y 23 días    |             |
| Sebastian Michel Hoffmann                | Amanda Dávila Torres            | 2 de mayo de 2012 - 30 de diciembre de 2014    | 2 años, 7 meses y 28 días |             |
| Marcelo Elío Chávez                      | Marianela Paco Durán            | 26 de enero de 2015 - 9 de septiembre de 2015  | 7 meses y 14 días         |             |
| Ángel Luis Bilbao Torrico                | Marianela Paco Durán            | 29 de diciembre de 2015 - 30 de enero de 2017  | 1 año, 1 mes y 1 día      | [ 3 ]       |
| Carmen Miranda Castillo                  | Gisela López Rivas              | 30 de enero de 2017 - 30 de enero de 2018      | 1 año                     |             |
| Rossío Pimentel Flores                   | Gisela López Rivas              | 1 de febrero de 2018 - 4 de julio de 2018      | 5 meses y 3 días          |             |
| Willy Maidana Esprella                   | Gisela López Rivas              | 12 de julio de 2018 - 5 de febrero de 2019     | 6 meses y 24 días         |             |
| Leyla Rocío Medinaceli Monrroy           | Manuel Canelas Jaime            | 5 de febrero de 2019 - 10 de noviembre de 2019 | 9 meses y 5 días          |             |
| Mónica Elizabeth Coelho Áñez             | Roxana Lizárraga Vera           | 21 de noviembre de 2019 - 15 de mayo de 2020   | 5 meses y 24 días         |             |
| Marco Aurelio Julio Viscarra             | Isabel Fernández Suárez         | 15 de mayo de 2020 - 4 de junio de 2020        | 20 días                   |             |

## Organización
El Ministerio de Comunicación se organiza en 2 Viceministerios, los cuales a su vez están conformados por 5 importantes Direcciones Generales.
- Ministerio de Comunicación
- Viceministerio de Políticas Comunicacionales, del cual dependen:
  - Dirección General de Estrategias Comunicacionales (DGEC)
    - Unidad de Producción
    - Unidad de Difusión

  - Dirección General de Información Gubernamental (DGIG)
    - Unidad de Relacionamiento
    - Unidad de Encuestas

- Viceministerio de Gestión Comunicacional, del cual dependen:
  - Dirección General de Estudios y Proyectos (DGEP)
    - Unidad de Proyectos
    - Unidad de Monitoreo

  - Dirección General de Medios Estatales (DGME)
    - Bolivia TV
    - Radio Illimani (ex Radio Patria Nueva)
    - Periódico Bolivia (ex Periódico Cambio)
    - Agencia Boliviana de Información (ABI)
    - Sistema Nacional de Radios de los Pueblos Originarios (RPO's)

  - Dirección General de Redes Sociales (DGRS)
    - Unidad de Coordinación Institucional.
    - Unidad de Monitoreo, Análisis, Evaluación y Respuesta.
    - Unidad de Producción de Contenidos Digitales.
    - Unidad de Comunicación Digital.

## Empresa Estatal de Televisión Boliviana
Empresa Estatal de Televisión Boliviana o también EETB (anteriormente conocida como Empresa Nacional de Televisión Boliviana), es una empresa estatal creada bajo el Gobierno de Evo Morales. Luego de la disolución de la Empresa Nacional de Televisión Boliviana (ENTB), y a pesar de los ajustes con programación de NHK y programación relacionada con el entorno del partido de gobierno, el expresidente Evo Morales delego al Ministerio de Comunicación y se creó EETB para reestructurar a Canal 7 y renombrarlo Bolivia TV.[cita requerida]